# Slaget ved Las Navas de Tolosa
Slaget ved Las Navas de Tolosa var et slag, der fandt sted den den 16. juli 1212 som led i reconquistaen, hvor de kristne konger søgte af fordrive mauerne fra Den Iberiske Halvø (Al-Andalus). Slaget fandt sted ved Navas de Tolosa, som ligger på sydsiden af Sierra Morena i den spanske provins Jaén, og endte med en afgørende sejr til de kristne styrker.
På de kristnes side stod et ukendt antal soldater fra kongerigerne Portugal, Leon, Kastilien, Navarra og Aragonien under Alfonso 8. af Kastilien, og på de mauriske almohaders side stod 250.000 mand under kaliffen, Muhammad an-Nasir, (1199 – 1213).
Slaget blev udløst af et forudgående slag ved Alarcos i 1195, hvor almohaderne under Jaqub al-Mansur havde tilføjet Kastilien et sviende nederlag. Det standsede i første omgang de kristne kongers fremrykning mod Andalusien, men ærkebiskoppen af Toledo, Rodrigo Jiménez de Rada, og paven organiserede et forbund mellem de kristne konger mod almohaderne.
Efter slaget ved Navas var almoravidernes magt knækket afgørende, og de kom aldrig på fode igen. I de følgende årtier genoptog Kastiliens og Aragoniens konger derfor deres erobringskrige overfor Andalusien.
38°20′35″N 3°32′57″V / 38.343°N 3.54903°V